# Scrooge (film, 1935)
Pour les articles homonymes, voir Scrooge.
Scrooge est un film de Noël britannique réalisé par Henry Edwards et sorti en 1935. C'est la première adaptation au cinéma parlant du conte Un chant de Noël (A Christmas Carol) de Charles Dickens.

## Synopsis
En 1843, à la veille de Noël, Ebenezer Scrooge, un prêteur très âgé aussi cruel que cupide, travaille avec son commis sous-payé Bob Cratchit lorsque deux hommes d'affaires arrivent pour faire une quête pour les pauvres mais ils sont rabroués par le vieil homme qui les chasse. Plus tard, Scrooge surprend Bob en train d'essayer de prendre du charbon et l'avertit qu'il sera sans emploi s'il ne retourne pas au travail. Une visite de Fred, le neveu et seul parent vivant de Scrooge, ne fait qu'exciter encore plus l'énervement de son oncle sur la fête de Noël. Cette nuit-là après le travail, Bob rentre chez lui pour célébrer la Nativité avec sa famille tandis que Scrooge dîne seul dans un pub miteux et que les seigneurs et dames de Londres célèbrent Noël avec le Lord Maire de Londres. Chez lui, alors qu'il s'apprête à se coucher, Scrooge rencontre le fantôme de son partenaire mort depuis sept ans, Jacob Marley, obliger de porter une chaîne qu'il a forgée durant sa carrière d'usurier. Avant de disparaitre, Scrooge est informé qu'il sera hanté par trois esprits afin d'échapper à son destin.
Il est visité par le fantôme des noël passés, qui lui montre un jeune Scrooge ayant a perdu l'amour de sa fiancée en raison de sa nature cupide envers les autres, y compris un couple criblé de dettes. Scrooge voit alors que son ex-fiancée Belle est maintenant mariée et a de nombreux enfants. L'esprit suivant montre à Scrooge à quel point Bob et sa famille sont pauvres : ils n'ont un maigre dîner de Noël composé d'une petite oie et de pudding. L'esprit prédit qu'à moins que l'avenir ne change, Tiny Tim, le plus jeune fils, gravement malade, mourra très prochainement. Scrooge voit alors comment les autres célèbrent Noël, dont son neveu Fred, sa femme et ses amis.
Le dernier fantôme montre alors à Scrooge ce qui l'attend l'année suivante. Tim est mort, Scrooge également, et personne ne vient à l'enterrement. Au matin de Noël, Scrooge a complétement changé de personnalité et il commande une dinde pour Bob et sa famille, fait un don pour les pauvres aux deux hommes de la veille et dîne avec Fred. Scrooge augmente le salaire de Bob et lui donne un jour de congé, lui disant qu'il sera le parrain de Tim avant que les deux n'aillent à l'église ensemble.

## Fiche technique
- Réalisation : Henry Edwards
- Scénario : H. Fowler Mear d'après Un chant de Noël (A Christmas Carol) de Charles Dickens
- Producteur : Julius Hagen
- Photographie : Sydney Blythe, William Luff
- Musique : W.L. Trytel
- Montage : Ralph Kemplen
- Durée : 78 minutes
- Date de sortie : 26 novembre 1935

## Distribution
- Seymour Hicks : Ebenezer Scrooge
- Donald Calthrop : Bob Cratchit
- Robert Cochran : Fred
- Mary Glynne : Belle
- Garry Marsh : le mari de Belle
- Oscar Asche : fantôme du présent
- Marie Ney  : fantôme du passé
- C.V. France : fantôme du futur
- Athene Seyler : femme de ménage
- Maurice Evans : homme pauvre
- Mary Lawson : femme de l'homme pauvre
- Barbara Everest : Mrs. Cratchit
- Eve Gray : femme de Fred
- Morris Harvey : éleveur de volailles
- Philip Frost : Tiny Tim
- D.J. Williams : pompes funèbres
- Margaret Yarde : blanchisseuse
- Hugh E. Wright : Old Joe
- Charles Carson : Middlemark
- Hubert Harben : Worthington
- Claude Rains : Jacob Marley (voix, non crédité)
- Robert Morley : l'homme riche (non crédité)